# عبدالقادر فرحاوی
عبدالقادر فرحاوی (عربی: عبد القادر فرحاوی؛ زادهٔ ۱۹ مارس ۱۹۶۵) بازیکن سابق و مربی فوتبال اهل الجزایر است.
از باشگاه‌هایی که در آن بازی کرده‌است می‌توان به باشگاه فوتبال کن، باشگاه فوتبال سن-اتین و باشگاه فوتبال مون‌پلیه اشاره کرد.
وی همچنین در تیم‌های ملی فوتبال الجزایر بازی کرده‌است.